# موفد (یمن)
 موفد  به عربی ( الُموفَد  )، روستایی است در ناحیهٔ (خـَمر) ،، وقضاء البیضاء، از توابع بیضاء در کشور یمن در شبه جزیره عربستان.

## جمعیت
جمعیت آن (۳۵۰) نفر (۱۱ خانوار) می‌باشد.